# Wilhelm Andreas von Alemann
Wilhelm Andreas Freiherr von Alemann, avstrijski general, * 18. februar 1798, † 28. maj 1881.

## Življenjepis
Rodil se je častniku Karlu Josephu I. von Alemannu (1766–1809) in Elisabethi Marii vojn Haydendorf, kot tretji od štirih otrok. 
Ob koncu svoje vojaške kariere je bil Feldzeugmeister in tajni svetnik. 8. januarja 1839 se je poročil z Josefo Anno Leopoldino von Tisebach, s katero sta imela eno hčerko.
Upokojil se je 7. oktobra 1866.

## Pregled vojaške kariere
Napredovanja
- generalmajor: 5. november 1848
- podmaršal: 22. oktober 1850
- Feldzeugmeister: 22. november 1864